# Каражалское месторождение железа и марганца
Каражалское месторождение железа и марганца (Западный Каражал) расположено в Улытауской области Казахстана, вблизи города Каражал.

## Описание
Западный Каражал входит в состав Атасуского рудного района, расположенного в северо-восточном крыле синклинали Жайылма. Протяжённость месторождения составляет 6 км.
В геологическую структуру месторождения входят образования верхнего девона и нижнего карбона. Рудные образования расположены в образованиях верхнего фамена, состоящего из двух связок. Основные рудные тела, выходящие на поверхность земли в восточной части рудного месторождения, имеют наклон в 17°, в западной части уходят на глубину до 500—800 м. Водность рудного месторождения различная, в некоторых местах существует опасность затопления. По результатам разведки установлены объёмы запасов: железной руды 552,9 млн т, марганцевой — 350,3 млн т.

## История освоения
Месторождение открыто И. Г. Николаевым в 1931 году. Первые исследовательские работы проведены под руководством Н. А. Херувимовой и А. К. Конева в 1938 году. Позднее исследования проводили С. Д. Батищев-Тарасов, Г. С. Момджи и др.
С 2003 года Западный Каражал эксплуатируется представительством «Оркен-Атасу» железнорудного департамента «Оркен», входящего в состав предприятия «АрселорМиттал Темиртау» и поставляет руду для Карагандинского металлургического комбината, также принадлежащего «АрселорМиттал Темиртау». Железные руды с содержанием железа свыше 45 % используются без обогащения. Для использования руд с содержанием железа 35—45 % была построена обогатительная фабрика с проектной мощностью 6 млн т. Восточная часть месторождения, где рудные тела обладают толщиной 10—50 м и залегают на глубине до 200—260 м, осваивается открытым методом, а средняя и западная части, где руда расположена глубже, — подземным методом добычи.